# Chiesa di Santa Maria del Soccorso (L'Aquila)
La chiesa di Santa Maria del Soccorso è un edificio religioso dell'Aquila, sito appena fuori dalla cinta muraria, adiacente al cimitero monumentale.

## Storia

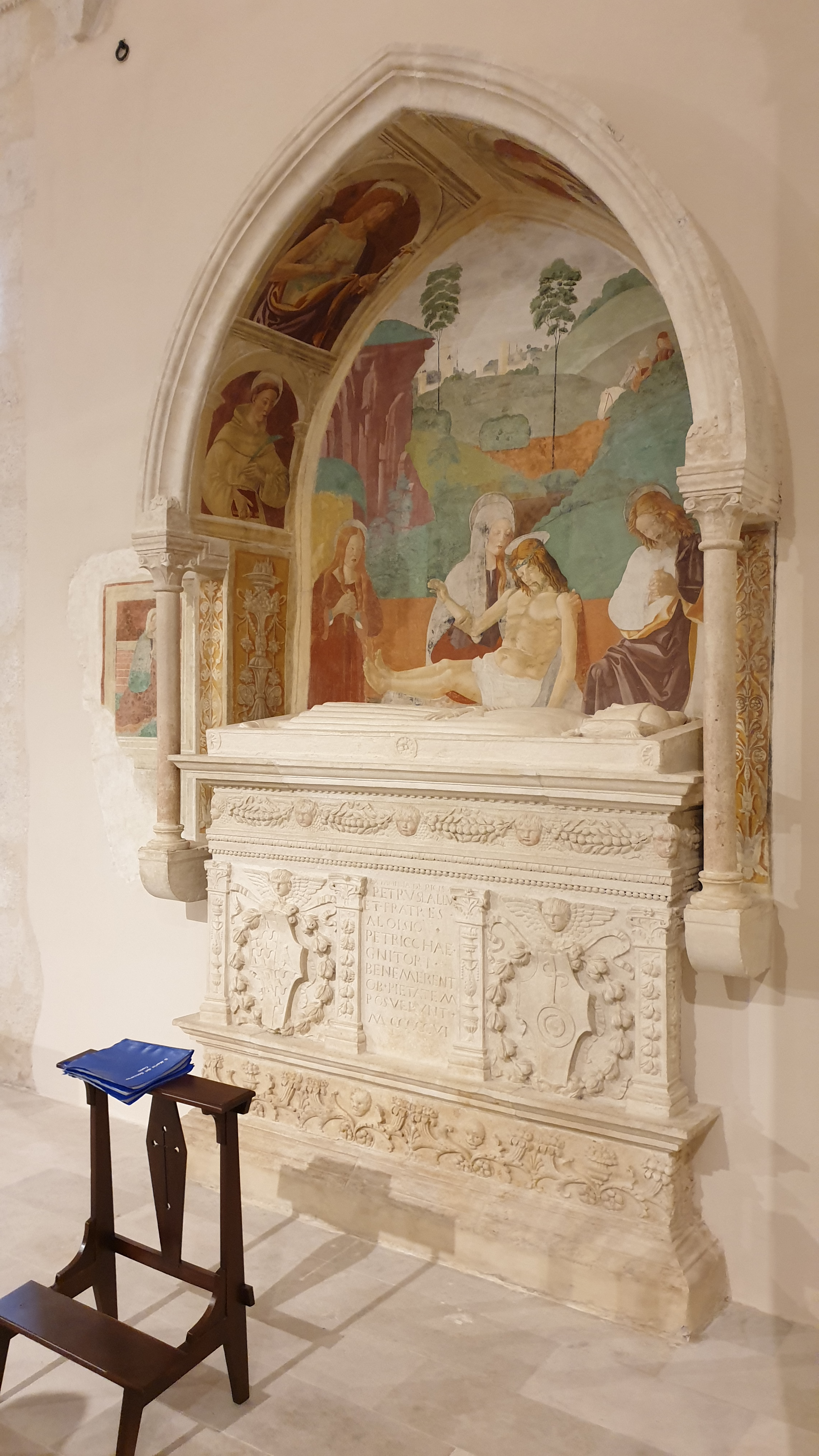
Affreschi

La realizzazione della chiesa viene fatta risalire ad una devozione popolare sviluppatasi in breve tempo, nel XV secolo, in seguito all'apparizione dell'immagine della Beata Vergine su un muro di un frantoio fuori dalle mura cittadine.
Il cardinale Amico Agnifili vi fece realizzare una piccola cappella ove gli aquilani erano soliti andare a richiedere il soccorso della Vergine per ogni bisogno; il culto si radicò in maniera così forte da costringere le autorità cittadine alla riapertura di Porta Leone per permettere alla cittadinanza di raggiungere il luogo sacro. Poco dopo, nel 1468, si decise l'edificazione di una chiesa, resa possibile soprattutto dal sostegno economico del ricco mercante e mecenate Jacopo di Notar Nanni, peraltro già impegnato nella coeva realizzazione della basilica di San Bernardino.
L'inizio del lavori avvenne il 2 febbraio 1469 e l'edificio venne completato in breve tempo, venendo aperto ai fedeli – seppur privo della facciata – già nel 1472. La facciata venne realizzata sul finire del secolo, probabilmente intorno al 1496 e comunque prima della morte del noto mercante Jacopo di Notar Nanni che ne finanziò la costruzione; l'autore è ignoto sebbene l'alta qualità e il periodo dell'intervento facciano propendere per un'attribuzione a Silvestro dell'Aquila. Il convento e la chiesa furono affidati da subito ai monaci della Congregazione olivetana; già dalla fine del XVI l'ordine in città perse importanza e il complesso cadde lentamente in abbandono, arrivando all'inizio del XIX secolo con la sola chiesa affidata alle cure di un laico. In quegli anni, però, il vescovo Girolamo Manieri decise di ristrutturare tutto il complesso, affidandolo dal 13 luglio 1830 alla Congregazione della Passione di Gesù Cristo, che però vennero espulsi dal convento per legge del neonato Regno d'Italia il 24 luglio 1865.
La chiesa e l'adiacente convento hanno subito gravi danni dal terremoto dell'Aquila del 2009; la loro riapertura – dopo un lungo intervento di restauro – è avvenuta a dieci anni dal sisma, il 9 maggio 2019.

## Descrizione

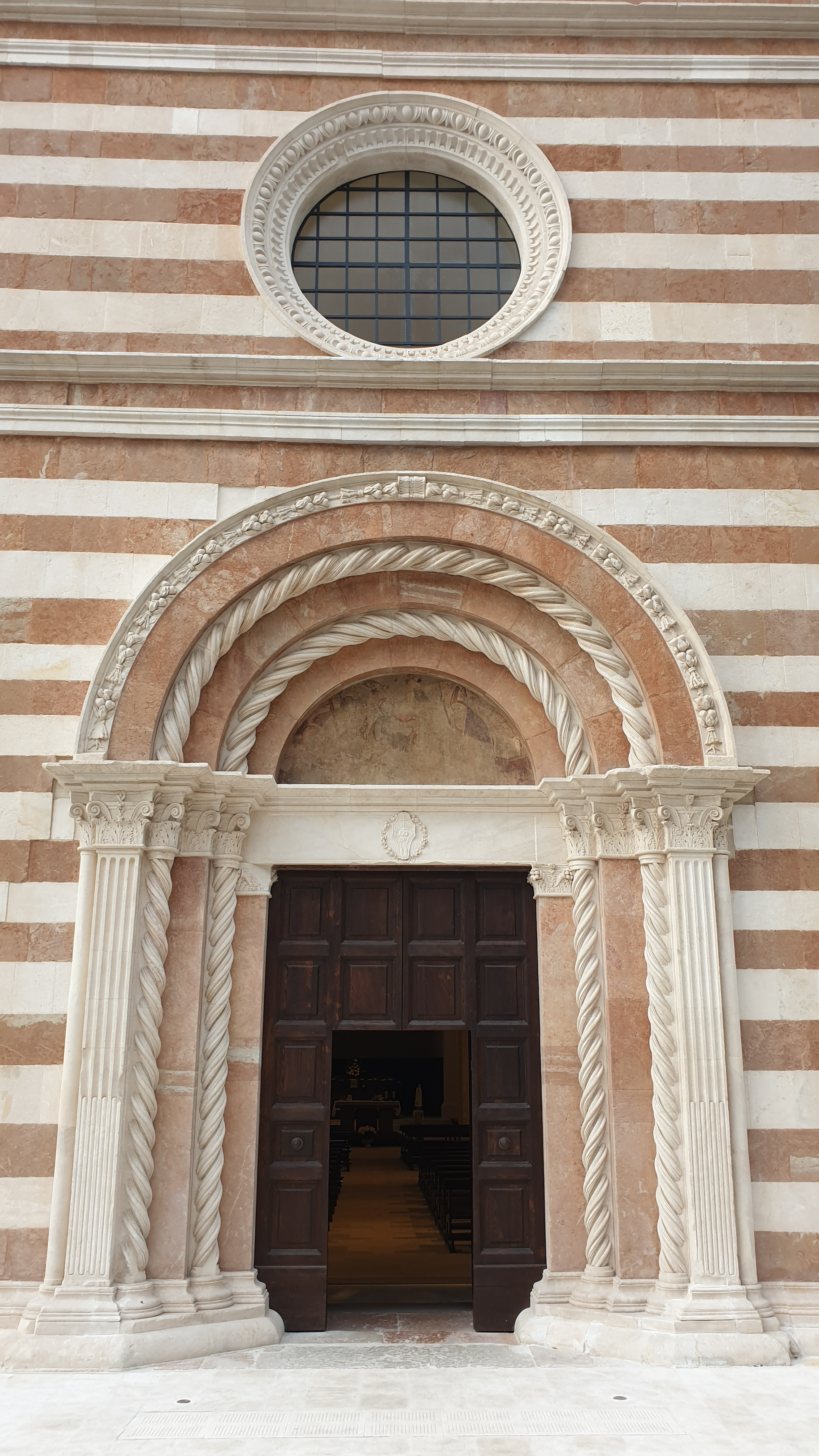
Portale

La chiesa è situata in un'area anticamente coperta da uliveti e vigneti situata appena fuori dalle mura dell'Aquila, a nord-est della città. 
Rientra nel quarto di Santa Maria fuori le mura ed è considerata la terminazione, oltre Porta Leone, dell'asse decumanico cittadino; la sua edificazione ed il gran numero di devoti che vi si accingevano – oltre alla riapertura della porta murata nel XII secolo – produssero un riequilibrio urbanistico della città e diedero maggiore importanza al nascente quartiere bernardiniano dove erano collocata la basilica di San Bernardino e l'Ospedale maggiore. Secondo alcune ricostruzioni storiche, il sito non è distante dall'antico centro della Torre che partecipò alla fondazione dell'Aquila con l'elezione della chiesa di San Flaviano della Torre nel quarto di Santa Giusta.
Insieme alla già citata basilica di San Bernardino è una delle pochissime chiese ad essere edificate all'Aquila nel Quattrocento. Dal XIX secolo, adiacente alla chiesa è il cimitero monumentale dell'Aquila.

### Esterno
L'esterno della chiesa di Santa Maria del Soccorso presenta un'originale sintesi di elementi medievali di stampo protogotico, con rimandi all'architettura d'ispirazione francescana, e caratteri dell'architettura rinascimentale. In esso si riflette il particolare interno a croce greca, derivante dall'unione tra il corpo longitudinale della navata e del coro – terminanti in due facciate a timpano similari – ed il corpo trasversale caratterizzato dalla presenza di due massicci torrioni laterali; questi ultimi evidenziano cornici di gronda in pietra e tetto in legno a padiglione.
La facciata, eccellente sintesi dei caratteri rinascimentali con quelli tipici dell'architettura aquilana di stampo medievale, ha un impianto tradizionale con portale e rosone collocati in corrispondenza dell'asse centrale; i principali elementi di novità sono nel coronamento a timpano e nella bicromia del rivestimento, quest'ultimo di probabile influenza toscana ma in uso nell'architettura aquilana da almeno un secolo. Gli ordini sono due con il superiore di altezza leggermente minore dell'inferiore, come si riscontra in poche altre chiese cittadine quali ad esempio Santa Maria di Forfona; il paramento orizzontale nasconde la cornice marcapiano eliminando un possibile effetto di disproporzione. Sulla facciata, inoltre, è riprodotto lo stemma di Jacopo di Notar Nanni (1504) che si prodigò economicamente per favorirne la realizzazione.

### Interno

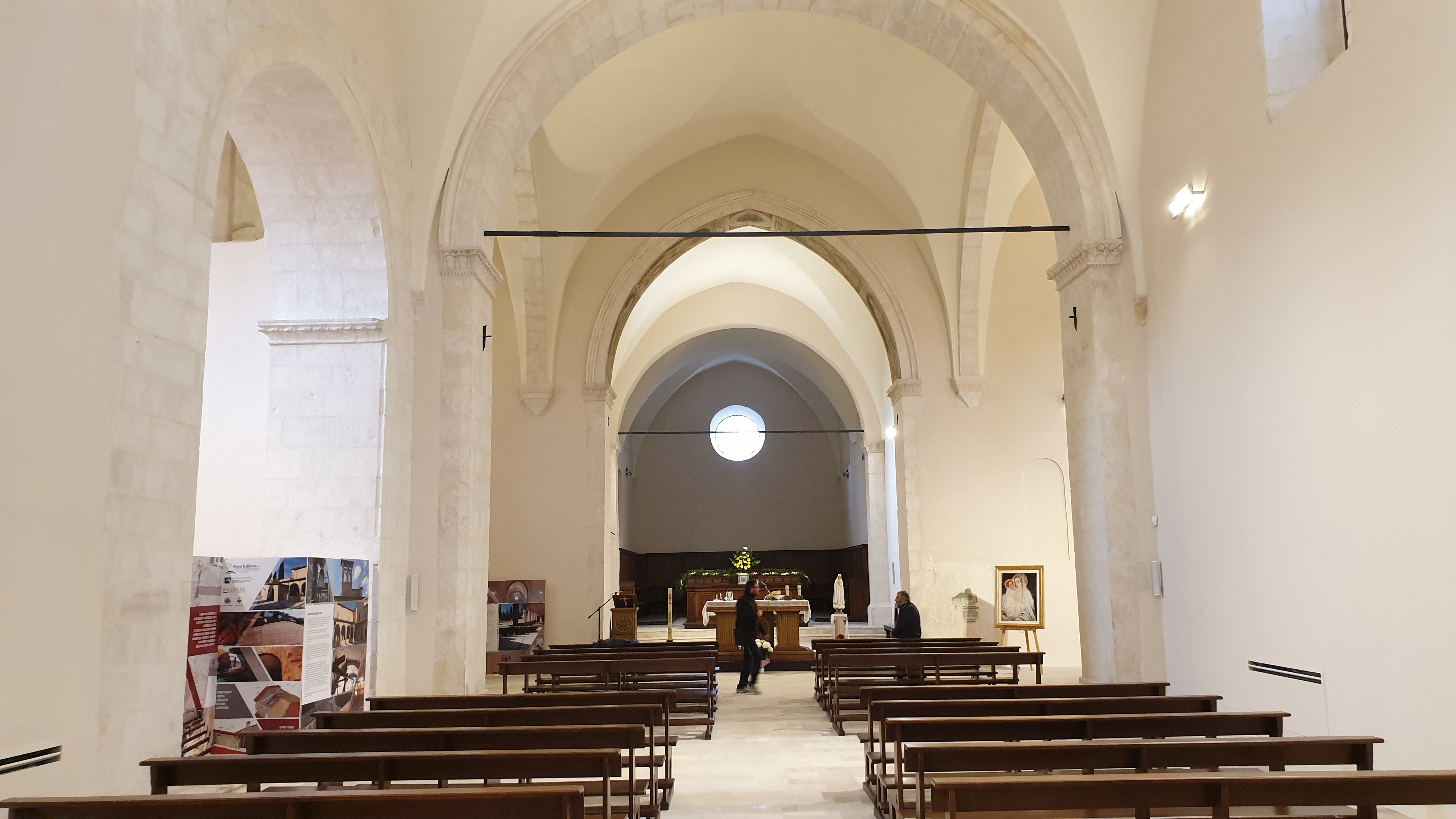
Interno

L'impianto di Santa Maria del Soccorso risulta uno dei più insoliti e misteriosi nell'ambito dell'architettura religiosa aquilana: si tratta di una planimetria a croce greca caratterizzata dalla presenza di un particolare transetto alla metà dell'edificio, con la navata e il coro che presentano dimensioni e terminazioni similari. A causa della mancanza di un riferimento centrale, al visitatore la chiesa sembra svilupparsi semplicemente in lunghezza mediante una semplice aula rettangolare. La snellità delle strutture e la dilatazione della spazialità, unite ad un simbolismo di difficile interpretazione, rimandano, secondo l'Antonini, alle forme del protogotico di influenza anglosassone, anche se in essa è evidente il passaggio dai caratteri medievali a quelli più prettamente rinascimentali.

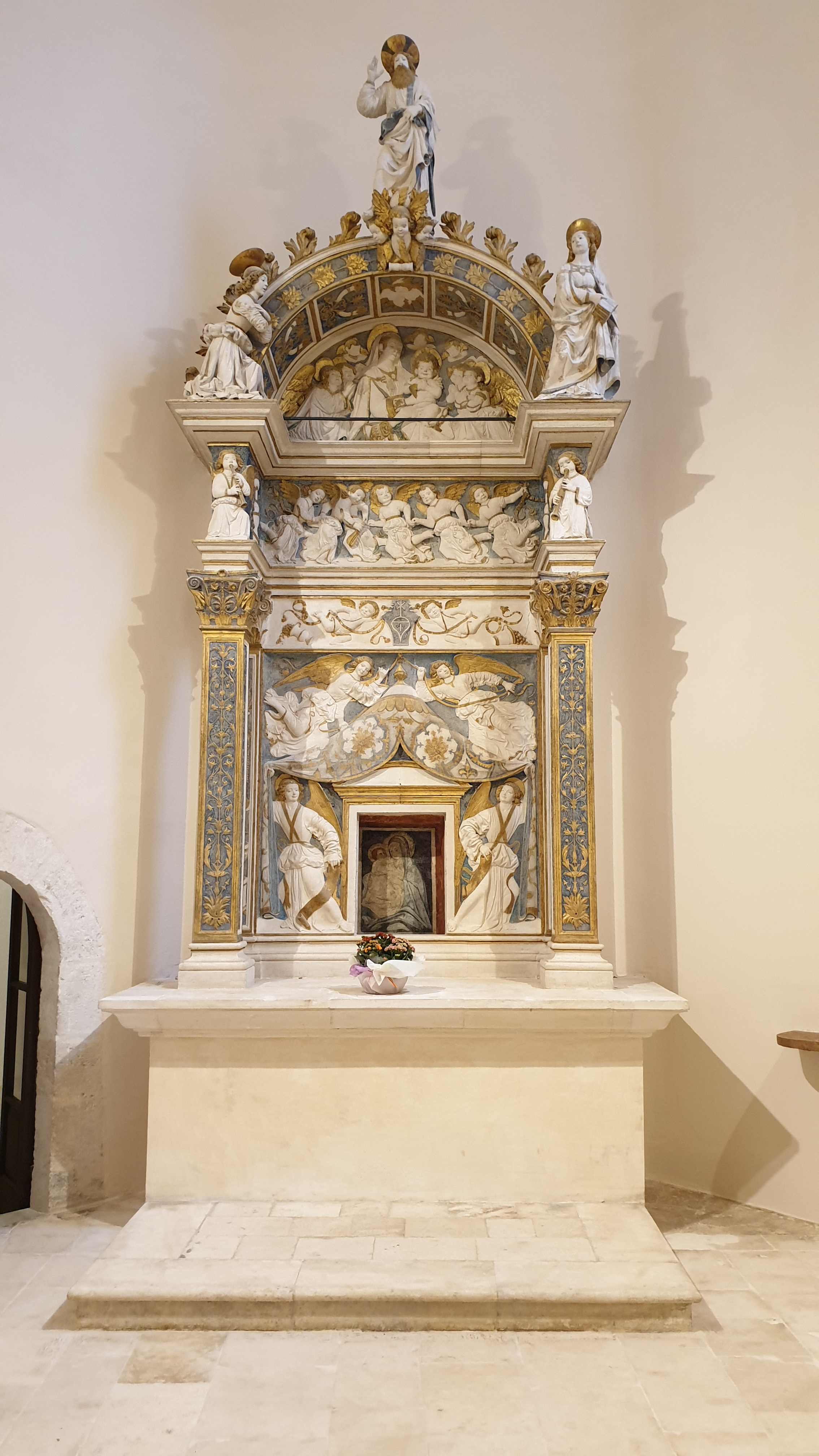
Tabernacolo monumentale della Madonna del Soccorso, attribuito a Silvestro dell'Aquila

Il transetto – di fatto, una navata secondaria perpendicolare alla navata principale – è costituito da due tozzi torrioni, internamente a pianta ottagonale, ed è anticipato da una cappella d'angolo sul fianco destro, anch'essa a pianta ottagonale. Ad est si apre la cappella della Madonna del Soccorso cui è dedicato l'edificio, impreziosita da un tabernacolo rinascimentale (1469-1471) tradizionalmente attribuito ad Andrea dell'Aquila; qui, nel XVI secolo, era probabilmente collocato l'altare principale, come risulta dagli scritti di Gian Giuseppe Alferi. Ad ovest è invece la cappella del Crocifisso con l'edicola in pietra che custodisce un crocifisso ligneo d'ignoto autore.
All'incroci tra i due bracci è oggi collocato l'altare ligneo seicentesco. L'interno conservava inoltre il San Sebastiano, statua lignea opera di Silvestro dell'Aquila del 1476, attualmente conservata al museo nazionale d'Abruzzo. La chiesa termina con un lungo coro separato dall'aula con un semplice arco a tutto sesto.

### Convento di Santa Maria del Soccorso

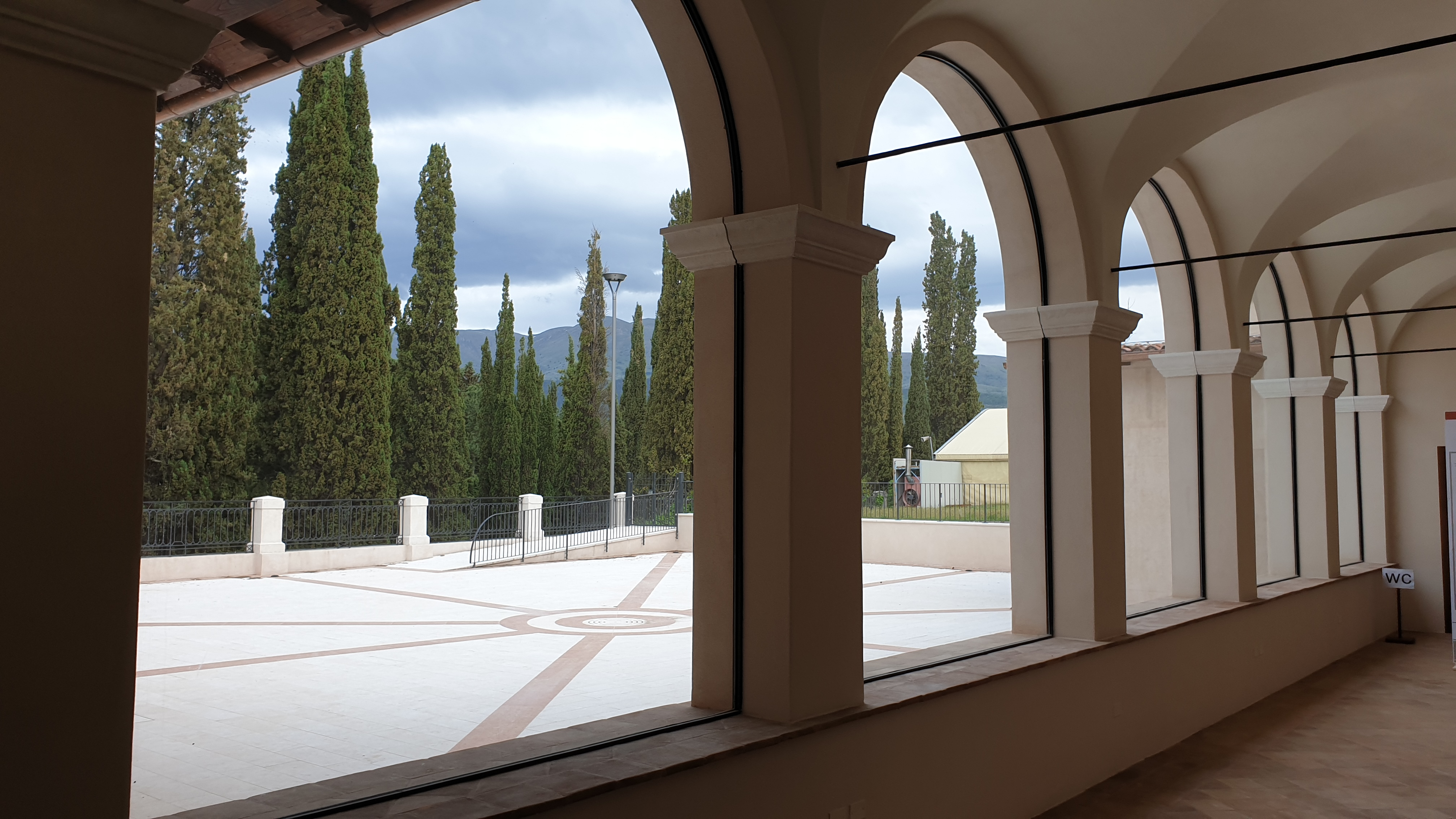
Chiostro

L'omonimo convento si sviluppa ad oriente della chiesa, tra la cappella della Madonna del Soccorso ed il coro della chiesa. Consiste in un complesso di edifici realizzati intorno ad un chiostro di forma quadrangolare, considerato tra i più armoniosi e raffinati dell'architettura religiosa aquilana con le arcate ogivali e i capitelli di stampo rinascimentale, benché siano comunque presenti alcune superfetazioni seicentesche nella parte settentrionale.